# 가라시마 게이주
가라시마 게이주(일본어: 辛島 啓珠, 1971년 6월 24일 ~ )는 일본의 전 축구 선수, 축구 감독이다.

## 구단 경력
1994년 J1리그의 감바 오사카에 입단했다. 1996년까지 67경기에 출전하여, 3득점을 넣었다. 1997년 아비스파 후쿠오카로 이적했다. 1998년부터 1999년까지 교토 퍼플 상가에서 뛰었다. 2000년 J2리그의 미토 홀리호크로 이적했다. 2001년후 현역 은퇴.

## 지도자 경력
2005년부터 2007년까지 마쓰모토 야마가 FC에서 감독을 맡았다. 2013년 FC 기후의 감독으로 취임하였다.